# Георги Радомиров
Георги Радомиров Николов е български актьор, често свързван с неговите превъплъщения в образа на Георги Бенковски в продължение на 32 години.

## Биография
Георги Радомиров е роден през 1932 г. в гр. София, но всъщност е свързан неразривно с град Панагюрище, тъй като неговата майка е внучка на Орчо войвода. В този град е наричан „актьора на Панагюрище“ и „Вечният Бенковски“ или „Нашият Бенковски“.
В подготовката му за ВИТИЗ (1951 – 1955) участват актрисата Райна Манчева и Николай Масалитинов. В театралният институт учи в силния актьорски клас на проф.д-р Кръстьо Мирски и проф. Боян Дановски. Приятели му стават Юри Яковлев, Иван Джамбазов, Петър Пейков, Петър Чернев. Тук се сближава и с бъдещите комици Никола Анастасов и Татяна Лолова. Първата му актьорска изява е в Сливенския народен театър с ролята на Шура Ведерников в пиесата „Години на странстване“ от Алексей Николаевич Арбузов.
На 12 октомври 1986 г. в Панагюрище Георги Радомиров създадава „Студия за художествено слово и театър“ при Народно читалище „Виделина – 1865“ в Панагюрище. Като ръководител той печели златен медал за режисура на VII Републикански фестивал на художествената самодейност, а участниците в спектакъла са наградени и индивидуални златни медали.
Започнал творческата си артистична кариера през 1961 г., Георги Радомиров на стари години, отказал предложение да работи като директор на Драматично-куклен театър „Константин Величков“ в Пазарджик и се прибира да живее в Панагюрище.

## Роли в театъра

### Драматичен театър „Гео Милев“иДраматичен театър „Н. О. Масалитинов“
- Христофоров в „В полите на Витоша“ от Пейо К.Яворов
- Владиков в „Хъшове“ от Иван Вазов
- Жельо във „Вампир“ от Антон Страшимиров
- Иван Шишман в „Иван Шишман“ от Камен Зидаров
- Захарий Зограф в „Греховната любов на Зографа Захарий“ по повестта на Павел Спасов

### Драматичен театър „Сава Огнянов“
- Драган в „Зидари“ от Петко Ю. Тодоров
- Хортензио в „Укротяване на опърничавата“ на Уилям Шекспир
- Инженер Радев в „Горещи нощи в Аркадия“ от Драгомир Асенов
- Клеон в „Херострат да бъде забравен“ от Григорий Горин
- Васка Пепел в „На дъното“ от Максим Горки
- Коломийцев в „Последните“ от Максим Горки
- Молиер в „Животът на Молиер“ от Михаил Булгаков
- Басанио във „Венецианският търговец“ от Уилям Шекспир

## Сценарии и режисура с Атанс Атанасов и Дочка Кацарева
- Градът на бунта, филм (1976)
- Щастлив сън, умирам спокоен!, филм (1976)
- Чадата на Балкана, филм (1976)